# Stor rönnspirea
Stor rönnspirea (Sorbaria kirilowii ) är en art i familjen rosväxter och förekommer från sydvästra till nordöstra Kina.

## Synonymer
- Sorbaria arborea C.K.Schneider
- Sorbaria arborea var. dubia (C.K.Schneider) C.Y.Wu
- Sorbaria arborea var. glabrata Rehder
- Sorbaria arborea var. subtomentosa Rehder
- Sorbaria assurgens Vilmorin & Bois
- Sorbaria sorbifolia var. dubia C.K.Schneider
- Sorbaria sorbifolia var. kirilowii (Regel & Tiling) Ito
- Spiraea arborea (C.K.Schneider) Bean
- Spiraea arborea var. glabrata (Rehder) Bean
- Spiraea assurgens (Vilmorin & Bois) Bean
- Spiraea dubia Steudel
- Spiraea kirilowii Regel & Tiling